# كلية الطب في جامعة أنقرة
كلية الطب لجامعة أنقرة (بالتركية: Ankara Üniversitesi Tıp Fakültesi) هي كلية طب تقع في العاصمة التركية أنقرة تم إنشاءها عام 1945 لتكون بذلك ثاني كلية طب يتم انشاءها في تاريخ تركيا، و ذلك عندما لم تستطع كلية الطب لجامعة اسطنبول استقبال العدد الكافي من طلبة الطب البشري لمقابلة حاجة الدولة من الاطباء المدربين.
تعد الكلية ثالث أفضل كليات الطب في تركيا بعد حجة تبة واسطنبول وفقا لتصنيف QS.
يضم الحرم الجامعي 3 مبان، والتي هي مبنى Morphology والذي يجري فيه عملية التعليم ويضم المباني الادارية، مبنى İbni Sina والذي يعد مشفى ضخما يضم مراكز للجراحة والطب لداخلي بالإضافة إلى مخابر جزيئية ووحدات عيادية عديدة، مبنى Cebeci Campus حيث يتم هناك إعادة التاهيل العصبي وعمليات نقل نقي العظم بلاضافة الا احتواءه على علاج بالطب النووي منذ عام 1963 .